# XXX (альбом ZZ Top)
XXX (лат. 30) — тринадцатый студийный альбом рок-группы ZZ Top, выпущенный в 1999 году на лейбле RCA Records, посвящён тридцатилетию существования группы. Первый альбом в истории группы, записанный без участия менеджера и продюсера Билла Хэма. Альбом добрался до 100-й строчки в Billboard 200.

## Название альбома
Название альбома, по словам обозревателя Billboard каждый может оценивать как ему вздумается: «это может быть отсылкой на маркировку определённого типа фильма, маркировку пива или количество лет, которые группа провела вместе». По словам Билли Гиббонса «beer&sex пропитывают название альбома»; также три буквы можно считать некоей отсылкой к составу группы из трёх человек.

## Об альбоме
После выхода альбома Rhythmeen, в июне 1996 года группа отправилась в мировое турне, впервые выступив в Африке. Турне закончилось лишь в октябре 1997 года. Затем, в течение 1998 года группа периодически выступала на юге США на небольших концертных площадках, в клубах, участвовала в джем-сейшнах. Результатом этой работы должен был стать полноформатный «живой» альбом. Однако во время этой работы у группы накопился новый материал, который уже исполнялся во время концертов и периодически записывался на их студии в Хьюстоне. Таким образом, полноформатный «живой» альбом вновь не состоялся, и новый альбом, вышедший 28 сентября 1999 года, содержал в основном новые студийные записи (восемь песен) и лишь четыре песни были записаны вживую в клубах Лос-Анджелеса и Порт-Артура.
В целом, группа не стала отходить от концепции блюзового трио; более того, имели место даже упрёки в излишне «сыром», без наложений звуке (хотя в некоторых песнях используется, например, электроорган или драм-машина). Во время мирового турне Гиббонс увлёкся техно-музыкой, в частности по совету хип-хоперов, которые периодически записывались в их же студии, слушал бельгийскую группу Telex и это увлечение в небольшой степени повлияло и на новый альбом.
Общие отзывы об альбоме были сдержанными или даже негативными. Обозреватели пытались находить плюсы в частностях, например в исполнительском мастерстве участников группы: «Возглавляющая атаку гитара Билли Гиббонса со жгучим и полнотелым звуком, но почти минималистичная. Этот парень знает цену ноте. Басист Дасти Хилл не теряет такта и оба по-прежнему могут петь. А барабаны Фрэнка Бирда обеспечивают солидную подкачку группе». «Гитары, с любезной подачи Билли Гиббонса, элегантные и насыщенные везде, с кучей wah-wah-эффектов и (в общем) замечательным чувством того, где уместен грязный дисторшн, а где его надо отложить…Ритм-секция как всегда интересна, но местами увязает, пытаясь следовать за звучанием лидера, позволяя ритму Гиббонса диктовать рисунок. Вокал в большинстве своём вполне на уровне, а в некоторых местах даже лучше чем на уровне в несколько раз». Но в общем, рецензии сходились в одном: кое-что в альбоме заслуживает внимания, но в целом его вряд ли можно назвать особенно удачным. В этих рамках оценки альбома варьировались от деликатного «Их новый релиз XXX накрывает жёстко и во многих местах, а проваливается лишь потому, что стесняется быть по-настоящему великим, по большей части из-за нескольких слабых треков, которые звучат как радио-балласт 1990-х» до «Пропустите эту заезженную пластинку, релиз 1999 года XXX хотя бы потому что это откровенно омерзительно. Там не ничего, ни песен, ни шуток и даже игра на гитаре повторяющаяся и унылая. XXX бесспорно худший альбом ZZ Top и даже Afterburner рядом не стоял». Между этими позициями существовали и промежуточные:
Нельзя сказать, что XXX — это полный провал. Песни типа «Beatbox» восстанавливают во мне некоторую веру, что у ZZ Top всё ещё есть энергия делать стоящие песни, которые заражают вашу душу своим грувом… XXX — это не прорыв, на который надеялись ZZ Top, — да что там, в некоторых местах этот альбом навевает мысль о том, а не пришло ли время этим парням завязать. Но всё-таки есть ещё достаточно искры дать вам знать, что эти парни всё ещё живы — даже если этот альбом по большей части нуждается в реанимации.
Оригинальный текст (англ.)This isn’t to say that XXX is a complete failure. Tracks like «Beatbox» restore some faith in me that ZZ Top still has the power to make a decent song that infects your soul with its groove… XXX is not the breakthrough album that ZZ Top had hoped for — hell, in some cases, this album serves as a suggestion that it might be time for these guys to hang it up. But there is enough of a spark to let you know that these guys are still alive — even if this album is mostly needing.
Марк Приндл также отметил, что в этом альбоме «разбросаны там и сям интересные идеи» при том, что в целом про альбом он отзывается как «Вернувшись с наиболее смехотворно сверхобработанной, сверхфуззовой гитарой, Билли Гибб соединился в своём крестовом походе отстойного блюз-рока с теперь уже фузз(!)-басистом Дасти Биллом и с теперь уже заражённым фанк/хип-хоп барабанщиком Фрэнком Бирсом».
Обозреватель AllMusic, будучи разочарованным в юбилейном альбоме, делает вывод, что причиной всему является успех альбомов 1980-х годов: Eliminator и Afterburner. «Настоящая проблема в том, что группа давно пожертвовала натуральным ритмом в пользу равномерного синтезаторного пульса…большой успех Eliminator привёл к тому, что группе тяжело отказаться от такого звука…Каждый альбом 90-х пострадал из-за этого, но так или иначе, XXX делает по-настоящем явным размер этого ущерба, возможно потому, что альбом должен был стать юбилейным, а возможно и потому, что он заканчивается четырьмя треками, которые были записаны вживую, но звучат так же обработанно, как и предшествующие восемь студийных треков. Нет никакой брутальности, никакого чувства музыки, никакого драйва в ритме, и никакой радости в игре». Некоторые обозреватели отмечают «живую» часть альбома, так обозреватель сайта The Daily Vault, в целом невысоко оценивший альбом, сказал, что «Удивительно, но это впервые, когда ZZ Top успешно записались вживую; я нахожу „живую“ часть Fandango! ужасающей». Эту точку зрения не разделяет Марк Приндл, сказав, что «CD к 30-летнему юбилею стал одним из самых особо кошмарных релизов группы (особенно четыре „живые“ песни в конце, которые соперничают с Fandango! за звание „Давайте наконец уже всё равно где запишемся вживую“»).
Отдельной критике подверглись и тексты. «Альбом звучит почти так, как будто ZZ Top забыли те волшебные слова, которые превращали ранние песни типа этих [«Poke Chop Sandwich» и «Crucifixx-A-Flat»] в весёлые хиты. А сексуальные намёки, типа как в «36-22-36» были симпатичны один раз, но теперь это звучит, как будто три грязных старика мечтают о том, что когда-то было».

## Список композиций
Авторы песен — Билли Гиббонс, Дасти Хилл и Фрэнк Бирд.
- «Poke Chop Sandwich» — 4:50

«Poke Chop Sandwich» (англ. Бутерброд со свиной отбивной). Песня, в названии которой слово pork («свинина») намеренно изменено на сходное по звучанию слово poke, имеющее несколько сленговых значений, в том числе скабрезных, посвящена Спайдеру Килпатрику, барабанщику Лайтнина Хопкинса, который имел привычку во время выступлений или записи класть на барабаны бутерброд со свининой (более того, когда бутерброд мешал играть, Спайдер просто клал его себе на голову). Песня описывает типичную сцену записи «Спайдера и Лайтнина». По мнению обозревателя Rolling Stone, песня это «комбо из колючих риффов и сочного ритма с хитрым подмигиванием». Ещё один обозреватель сказал, что песня «заводной, немного буги-трек, с фирменными составляющими ZZ Top: барабаны, бас, фузз-гитара плюс расслабленный вокал и необычные риффы». По мнению Марка Приндла — «почти антипесенная открывашка».
- «Crucifixx-A-Flatt» — 3:59

«Crucifixx-A-Flatt» (англ. Распятие). Как заметил один из обозревателей, песня «только по названию святая»; слова «распять», «распластать» в песне применяются в отношении некой девушки. «Квази-индастриал трек…кажется, что это была попытка ZZ Top попробовать себя в рэпе».
- «Fearless Boogie» — 4:01

«Fearless Boogie» (англ. Бесстрашное буги) «Предельно блюзовая вещь» c текстом рок-н-ролльной тематики. Песня неплохо оценена обозревателем AllMusic, который отметил, что именно в этой песне группа звучит натурально, и странно, что ZZ Top не распространили такое звучание на весь альбом, получила ротацию на мейнстрим-радиостанциях.
- «36-22-36» — 2:35

«36-22-36» (англ. 36-22-36). Название песни — это параметры идеальной (по мнению исполнителя) женской фигуры в дюймах (приблизительно 91-56-91 в сантиметрах). «Начинаясь с блюзовой гармоники, песня немедленно переходит в фирменный для группы гитарный фуззовый и пульсирующий звук». Марк Приндл отозвался о песне, как: «Несомненно дрянная, которая тем не менее включает в себя толковую „гармонику-зафиксированную-на-бесконечный дилэй“, хитро похороненную под вокалом».
- «Made into a Movie» — 5:13

«Made into a Movie» (англ. Сделано в кино). «Мелодичный многоголосный блюз», одна из двух песен, заслуживающих внимания в альбоме по мнению Марка Приндла. В медленном блюзе автор говорит о том, что он снова встретил женщину, и такая история «могла произойти только в кино». По одному из мнений, песня бы только выиграла (наряду с «Trippin’»), если бы в ней наложили ещё одну гитару.
- «Beatbox» — 2:48

«Beatbox» (англ. Бумбокс). «Динамичная маленькая песенка, которая начинается как будто номер Блайнда Мелона Читлина, а затем переходит в типичный припев ZZ Top». Это вторая (и последняя) песня в альбоме, заслуживающая внимания по оценке Марка Приндла: «Изумительно броский крутой поп». Текст песня — ода кассетнику-бумбоксу.
- «Trippin’» — 3:55

«Trippin’» (англ. Бухать). Припев песни звучит, как призыв: «пойдём бухать», или возможно «пойдём получать трип». «„Trippin’“ звучит как будто взята с Eliminator, но это можно исключить, потому что гитара на ней слишком дерзкая чтобы соответствовать очень коммерческому (и чертовски блистательному) Eliminator». Марк Приндл отозвался о песне, как: «Ужасно протухший кусок немелодичных помоев, который по неизвестной причине включает в себя превосходный на слух, обработанный с эхо/дилэй переход на октаву выше в конце каждого мерзкого припева».
- «Dreadmonboogaloo» — 2:36

«Dreadmonboogaloo» (англ. Бугалу-парня-с-дредами). Наиболее спорный трек альбома, в котором в самой большой степени отразилось увлечение Гиббонса техно-музыкой. В целом положительная рецензия на альбом содержит следующий отзыв:
Две вещи в альбоме меня смущают. Первая — это «Dreadmonboogaloo» с сэмплированными и запрограмированными ударными. Это не совсем то, что я обычно представляю, думая о ZZ Top. Конечно, они круто рубят в технологиях, типа дилэй или что-то такое, на я не ожидал, что они погрузятся так глубоко в электронную эру.
Оригинальный текст (англ.)Two things about this album surprised me.
First: the tune «Dreadmonboogaloo» features sampling and programmed drumming. Not exactly what I think of when I think of ZZ Top. Sure, they’ve been hip to technology, such as delay and whatever else, but I did not expect them to delve this deep into the electronic age..
Вместе с тем, разгромная рецензия Марка Приндла отмечает, что «Dreadmonboogaloo, в котором сочетается сдержанное органное соло а-ля героиновый шик, электронный бит ударных, сильные фуззовые гитарные проходы и сэмплы из старых телевизионных шоу — результат всё равно не зачётный, но по крайней мере забавный и отличающийся от остального!». Трек почти инструментальный, минимальный текст не имеет особого смысла.
- «Introduction by Ross Mitchell» — 0:34

«Introduction by Ross Mitchell» (англ. Вступление Росса Митчелла). Начало «живой» части альбома в виде выступления Росса Митчелла, известного американского радиоведущего, записанного на одном из выступлений группы.
- «Sinpusher» (live) — 5:18

Sinpusher (англ. Торговец грехом). Песня-клон песни Pincusion из альбома Antenna. По словам Билли Гиббонса «кажется, что такой вариант появился на одном из концертов, когда я забыл слова [Pincusion]». Текст песни от имени мелкого торговца наркотиками, торговца грехом.
- «(Let Me Be Your) Teddy Bear» (live) (Кэл Манн[англ.], Берни Лоу[англ.]) — 5:21

«(Let Me Be Your) Teddy Bear» (англ. (Позволь мне быть твоим) плюшевым мишкой). Кавер-версия известной песни 1957 года в исполнении Элвиса Пресли; здесь её исполняет Дасти Хилл. Исполнение ZZ Top «более зловещее, чем известное исполнение, но безусловно, вызывает интерес».
- «Hey Mr. Millionaire» (live) — 4:14

«Hey Mr. Millionaire» (англ. Эй, мистер Миллионер!). Песня, демонстрирующая наряду со следующей «энергию живых выступлений группы», записана с участием в качестве гостя Джеффа Бека. Общий смысл песни о том, что с десятью центами в кармане можно чувствовать себя миллионером.
- «Belt Buckle» (live) — 4:05

«Belt Buckle» (англ. Пряжка на ремне). «Закрывающий сумасбродный импровизированный джем». Песня посвящена «блестящей день и ночь» пряжке на ремне, девушке, и тому, что должна девушка делать с этой пряжкой.
Бонус на японском издании:
- «Ninja Shack» (Гиббонс) — 5:00

«Ninja Shack» (англ. Любовница-ниндзя)

## Участники записи
ZZ Top:
- Билли Гиббонс — гитара, вокал
- Дасти Хилл — бас-гитара, бэк-вокал
- Фрэнк Бирд — ударные, перкуссия

Приглашённые музыканты:
- Джефф Бек — вокал на «Hey Mr. Millionare»

Технический персонал:
- Билли Гиббонс — музыкальный продюсер
- Джо Харди — звукооператор
- Гэри Мун — ассистент звукооператора
- Джо Харди — инженер записи и микширования
- Боб Людвиг — мастеринг-инженер
- Брэд Блэквуд — инженер цифровой обработки
- Билл Нарум — художник

## Позиции в хит-парадах
Еженедельные чарты:
| Год  | Чарт                                | Высшая позиция | Пребывание в чарте |
| ---- | ----------------------------------- | -------------- | ------------------ |
| 1999 | Германия (Offizielle Top 100)       | 11             | 8 недель           |
| 1999 | США (Billboard 200)                 | 100            | 4 недели           |
| 1999 | Финляндия (Suomen virallinen lista) | 24             | 5 недель           |
| 1999 | Франция (SNEP)                      | 50             | 1 неделя           |
| 1999 | Швейцария (Schweizer Hitparade)     | 23             | 5 недель           |
| 1999 | Швеция (Sverigetopplistan)          | 26             | 3 недели           |